# Konserveringsmiddel
Konserveringsmiddel er et stof som tilsættes madvarer, kosmetik og lægemidler, så de kan holde sig i længere tid. Traditionelle konserveringsmidler for madvarer har været eddike, sukker og husholdningssalt, dog bruges der i dag mange kemiske midler. Tilsætning af konserveringsmiddel deklareres på madvarer med E-numrene fra E 200-299.

## pH-ændring
Da de fleste mikroorganismer som bakterier og skimmelsvampe vokser bedst ved pH omkring 7, den neutrale pH, benyttes ofte konserveringsmidler, der ændrer surhedsgraden. Væksten af mikroorganismerne hæmmes således, når pH falder til 4,5 eller lavere. Er pH under 4 kan salmonella-bakterier f.eks. dræbes på 12 timer.
Samtidig hæmmes de nedbrydende og oxiderende enzymer ved lavt pH. Dette ses fx ved frugter som f.eks. avocado, hvor syre hindrer at avocadoens farve ændrer sig fra grøn til brun som udtryk for den enzymatiske dannelse af brune polyphenoler.
Til konservering af madvarer benyttes gerne organiske syre som konserveringsmidler, og de fleste carboxylsyrer på 1-14 carbonatomer hæmmer skimmelvækst – endnu bedre ved dobbeltbindinger. Mest anvendt i den private husholdning er eddikesyre og benzoesyre også kendt som Atamon. Fordelen ved at benytte carboxylsyrer og parabener er, at de (til dels) er upolære og således kan trænge ind igennem mikroorganismernes cellemembran og fylde cellen med oxonium-ioner. Oxonium-ionerne sløver derved cellerne, så deres stofskifte og formering bliver langsommere.
Parabener bruges også til konservering, da de er svage syrer. dog er det i dag kun tilladt at anvende parabener til konservering af kosmetik i en koncentration på højst 0,4 % for hver paraben og en samlet koncentration af parabener på højst 0,8 %
Den uorganiske forbindelse nitrit har været meget benyttet til konservering af kød, men er ikke længere tilladt i økologiske produkter. Den konserverende virkning tilskrives at nitrit omdannes til salpetersyrling i kødet. Begrænsningen af brugen af nitrit skyldes, at nitrit omdannes til sundhedsskadelige nitrosaminer.

## Eksterne links
- Urter og bær kan konservere kød, Videnskab.dk, 26. februar 2012

## Fodnoter
1. 1 2 3  Mortensen, Kim Kusk; Nyvad, Annette; Parbo, Henrik. Kend Kemien 2, Nordisk Forlag A/S 2007. ISBN 978-87-02-02669-6.
2. ↑  "Parabener i kosmetik, Miljøstyrelsen". Arkiveret fra originalen 4. marts 2012. Hentet 26. februar 2012.
3. ↑  "Nitrit i kødvarer, Slagteren.net". Arkiveret fra originalen 28. juli 2013. Hentet 26. februar 2012.

| Mad og drikke | Spire Denne artikel om mad og drikke er en spire som bør udbygges. Du er velkommen til at hjælpe Wikipedia ved at udvide den. |